# ريجنالد موردوك
ريجنالد موردوك (بالإنجليزية: Reginald Murdock)‏ هو سياسي أمريكي، ولد في 29 أبريل 1966 في ساوث بند في الولايات المتحدة. حزبياً، نشط في الحزب الديمقراطي. وقد انتخب عضو مجلس نواب أركنساس.